# Nicholas Eden
Nicholas Eden, 2e comte d'Avon, né le 3 octobre 1930 et mort le 17 août 1985, est un homme politique britannique, membre du parti conservateur.

## Biographie

### Famille
Nicholas Eden est le fils benjamin du Premier ministre Anthony Eden et de sa première épouse Beatrice Beckett. Il porte le titre de vicomte Eden de 1961 à 1977, date à laquelle il prend le titre de son père à sa mort. Son frère aîné, Simon Gascoigne Eden, officier d'aviation dans la RAF, avait été tué au combat le 8 juin 1945 en Birmanie. 
Nicholas Eden poursuit son éducation à Eton, comme son père.

### Carrière
Lord Avon sert sous Margaret Thatcher en tant que Lord-in-Waiting (en) de 1980 à 1983, et de sous-secrétaire d'État à l'Énergie de 1983 à 1984, puis de sous-secrétaire d'État à l'Environnement de 1984 à sa démission en mars 1985 pour raisons de santé.

### Mort
Quelques mois plus tard, il meurt des complications liées au SIDA à l'âge de cinquante-quatre ans. Homosexuel, Lord Avon n'a pas de descendance et son titre s'éteint avec lui. Le personnage de Peter Morton dans le film Peter's Friends est inspiré de Lord Avon.